# Gal·lur
Un gal·lur és un compost químic format per la combinació de l'element gal·li, {\textstyle Ga}, i un o més elements menys electronegatius que ell. Els gal·lurs són composts intermetàl·lics i se'n coneixen un nombre prou elevat.

## Nomenclatura
Els gal·lurs són combinacions del gal·li amb elements més electropositius o, cosa que és el mateix, menys electronegatius. La IUPAC ha establert que, a efectes d'anomenar els gal·lurs, els elements més electropositius són l'indi, el tal·li, tots els dels grups 1 a 12 de la taula periòdica o metalls de transició, els lantànids i els actínids. És a dir, l'indi, el tal·li i els que estan a grups més a l'esquerra del grup 13 del gal·li.
Per anomenar aquests composts s'empra la nomenclatura de composició estequiomètrica, preferint-se la que indica la proporció de cada element mitjançant prefixos de quantitat. Els noms es formen començant per gal·lur precedit per un prefix, si cal, que indica la proporció del gal·li al compost; després la preposició de, i s'acaba amb el nom de l'altre element, també precedit del prefix que indiqui la proporció, si cal. Exemples:
- {\textstyle CaGa}: gal·lur de calci
- {\textstyle CaGa_{2}}: digal·lur de calci
- {\textstyle Ca_{5}Ga_{3}}: trigal·lur de pentacalci

## Gal·lurs binaris
Amb els metalls alcalins els gal·lurs més estudiats són els de liti degut al seu interès en el camp de les bateries recarregables de liti. Els descrits són: {\textstyle Li_{3}Ga_{14},Li_{5}Ga_{4},Li_{3}Ga_{2},} {\textstyle LiGa,Li_{2}Ga,Li_{5}Ga_{9},} {\textstyle Li_{3}Ga_{8},Li_{2}Ga_{7},LiGa_{6}}; de sodi hi ha els {\textstyle NaGa_{4},Na_{7}Ga_{13},Na_{22}Ga_{39}}; de potassi {\textstyle K_{2}Ga_{3},KGa_{3},K_{3}Ga_{13}}, de rubidi {\textstyle RbGa_{3},RbGa_{7}} i de cesi {\textstyle CsGa_{3},CsGa_{7}}.
Amb els metalls alcalinoterris s'han descrit gal·lurs de tots ells excepte del beril·li. Amb el magnesi: {\textstyle Mg_{5}Ga_{2},Ma_{2}Ga,MgGa_{2},} {\textstyle MgGa,Mg_{2}Ga_{5}}; amb el calci: {\textstyle CaGa,CaGa_{2},CaGa_{2.25},} {\textstyle Ca_{5}Ga_{3},CaGa_{4},Ca_{3}Ga_{8},} {\textstyle Ca_{11}Ga_{7},Ca_{28}Ga_{11},Ca_{3}Ga_{5}}; amb l'estronci: {\textstyle SrGa_{2},SrGa_{4},Sr_{8}Ga_{7}}; amb el bari: {\textstyle BaGa_{4},Ba_{10}Ga,BaGa_{2},Ba_{8}Ga_{7}}.
Els metalls de transició formen un bon nombre de gal·lurs binaris simples ({\textstyle V_{3}Ga,Mn_{2}Ga_{5},Ti_{3}Ga,} {\textstyle Zr_{5}Ga_{3},TiGa,Hf_{2}Ga,} {\textstyle Hf_{2}Ga_{3},Ta_{3}Ga_{2},V_{6}Ga_{5},} {\textstyle FeGa_{3},Ru_{3}Sn_{7}} i altres amb composicions iguals); i també se'n han descrit amb estructures complexes (p.e. {\textstyle Mo_{6}Ga_{31},Mo_{8}Ga_{41},Rh_{4}Ga_{21},Rh_{3}Ga_{16}}.
Els lantanoides formen gal·lurs amb composicions {\textstyle Ln_{3}Ga,Ln_{3}Ga_{2},Ln_{5}Ga_{3},} {\textstyle Ln_{3}Ga_{5},LnGa_{2},LnGa_{3}}, on {\textstyle Ln} representa un element de la sèrie dels lantanoides. Els gal·lurs dels actinoides han sigut poc investigats fins al moment, essent els més coneguts {\textstyle ThGa_{2},UGa_{2},NpGa_{2}PuGa_{2},} {\textstyle NpGa_{4},PuGa_{4}}.

## Gal·lurs ternaris
Molts són els gal·lurs ternaris. Es divideixen en tres subgrups: {\textstyle A-T-Ga,AT-T-Ga,Ln-T-Ga}, on {\textstyle A} representa un metall alcalí, {\textstyle AT} un metall alcalinoterri, {\textstyle T} un metall de transició, i {\textstyle Ln} un lantanoide. Alguns exemples del primer subgrup són: {\textstyle LiPdGa,Li_{2}IrGa,LiAuGa_{2}}; del segon: {\textstyle Ca_{2}Cu_{2}Ga,Ca_{3}Pt_{2}Ga_{2},Ca_{3}Rh_{2}Ga_{3}}; i del tercer {\textstyle HoCoGa_{5},Ho_{2}CoGa_{8}}.